# ۷۷۵ (میلادی)
۷۷۵ (میلادی) هفتصد و هفتاد و پنجمین سال تقویم میلادی است.

## درگذشتگان
- ۱۴ سپتامبر - کنستانتین پنجم، امپراتور بیزانس
- ابوجعفر منصور، دومین خلیفهٔ عباسی

‎